# 伊犁专区
伊犁专区，新疆维吾尔自治区已撤消的专区。1949年置。
原属新疆省，在今新疆维吾尔自治区西部。辖伊宁、特克斯、绥定、巩哈、昭苏、博乐、新源、宁西、温泉、巩留、霍城、精河等县。专员公署驻伊宁县（今市）。1952年设伊宁市。1953年巩哈县改名倪利克县。1954年倪利克县再改名倪勒克县；博乐、温泉、精河三县划归博尔塔拉蒙古自治州；撤销宁西县，改设察布查尔锡伯自治县。1955年撤销，辖区归伊犁哈萨克自治州直辖。